# La Naissance du Japon
Pour plus de détails, voir Fiche technique et Distribution.
La Naissance du Japon (日本誕生, Nippon Tanjō) est un film japonais réalisé par Hiroshi Inagaki, sorti en 1959, et dont les effets spéciaux sont assurés par Eiji Tsuburaya.
Basé sur les légendes du Kojiki et du Nihon shoki, ainsi que sur les origines mythiques du shintoïsme,, il raconte, comme son titre l'indique, la naissance mythologique du Japon. Le projet est porté par la Tōhō pour célébrer son 1000e film et est le film japonais le plus cher à l'époque avec un budget de 250 millions de yens(1 million $). Il est le plus grand succès de l'année 1959 pour la Tōhō et la deuxième film plus grand succès japonais de 1959 avec des recettes de 344,32 millions de yens.
Le critique Stuart Galbraith IV (en) décrit le film comme une épopée religieuse dans le style du réalisateur Cecil B. DeMille, qui met en scène « pratiquement toutes les vedettes et les acteurs de second rang de la Tōhō ».
Il n'est jamais sorti en France et son titre La Naissance du Japon est la traduction littérale de son titre japonais Nippon Tanjō, mais il est sorti aux États-Unis en décembre 1960 sous le nom The Three Treasures (« Les Trois Trésors », en référence aux trois trésors sacrés du Japon) avec une durée réduite à 112 minutes au lieu de 182 minutes et des sous-titres en anglais. Il est aussi connu à l'international sous le titre Age of the Gods (« L'Âge des dieux »).

## Synopsis
L'histoire de Yamato Takeru (Toshirō Mifune), et du combat entre Susanoo, le dieu des tempête, et le dragon Yamata-no-Orochi.
Le fils de l'empereur Keikō (Ganjirō Nakamura), le prince Ōsu (Toshirō Mifune), espère succéder à son père sur le trône, mais Otomo, le vassal de l'empereur, préfère le demi-frère d'Ōsu, le prince Wakatarashi (Akira Takarada), et conspire pour qu'Ōsu parte mourir dans une mission dangereuse qu'il a imaginée. Mais Ōsu réussit sa mission et retourne au château de son père sous un nouveau nom, celui de prince Yamato Takeru. Otomo complote de nouveau pour envoyer le prince affronter un danger encore plus grand, mais il ne sait pas que les dieux l'ont favorisé et le résultat est loin de ce à quoi tous eux s'attendaient.

## Fiche technique
- Titre : La Naissance du Japon
- Titre original : 日本誕生 (Nippon Tanjō?)
- Titre anglais : The Three Treasures
- Réalisation : Hiroshi Inagaki
- Scénario : Toshio Yasumi et Ryūzō Kikushima
- Production : Sanezumi Fujimoto et Tomoyuki Tanaka
- Musique : Akira Ifukube
- Photographie : Kazuo Yamada
- Montage : Kazuji Taira
- Société de production et de distribution : Tōhō
- Pays d'origine :  Japon
- Langue originale : japonais
- Format : couleur
- Genre : fantastique
- Durée : 182 minutes
- Dates de sortie :
  - Japon : 1er novembre 1959
  - États-Unis : 20 décembre 1960

## Distribution
- Toshirō Mifune : le prince Yamato Takeru et Susanoo
- Takashi Shimura : Kumaso (adulte)
- Kōji Tsuruta : Kumaso (jeune)
- Ganjirō Nakamura : l'empereur Keikō
- Akira Takarada : le prince Wakatarashi
- Kinuyo Tanaka : la princesse Yamato (en)
- Ichirō Arishima : les dieux Yaoyorozu
- Yōko Tsukasa : la princesse Oto Tachibana
- Kyōko Kagawa : la princesse Miyazu
- Setsuko Hara : Amaterasu
- Fuyuki Murakami